# Jovibarba
Jovibarba là một chi thực vật có hoa trong họ Crassulaceae.